# Ruitz
Ruitz [ʁɥi] est une commune française située dans le département du Pas-de-Calais en région Hauts-de-France. Ses habitants sont appelés les Ruitelots. La commune est membre de la communauté d'agglomération de Béthune-Bruay, Artois-Lys Romane.

## Géographie

### Localisation
Localisée dans l'est du département du Pas-de-Calais, Ruitz est une commune située, à vol d'oiseau, à 5 km à l'ouest de la commune de Nœux-les-Mines (aire d'attraction) et à 8 km au sud-ouest de la commune de Béthune (chef-lieu d'arrondissement).
Le territoire de la commune est limitrophe de ceux de cinq communes.
Les communes limitrophes sont Houchin, Barlin, Haillicourt, Houdain et Maisnil-lès-Ruitz.

### Géologie et relief
La superficie de la commune est de 4,96 km2 ; son altitude varie de 43  à   111 m.

### Hydrographie
La commune, située dans le bassin Artois-Picardie, est, selon le Service d'administration nationale des données et référentiels sur l'eau (Sandre), drainée par trois cours d'eau :
- le Fossé des Sept, d'une longueur de 5,37 km, qui prend sa source dans la commune de Maisnil-lès-Ruitz et se jette dans le Fossé de Barlin au niveau de la commune de Vaudricourt[4] ;

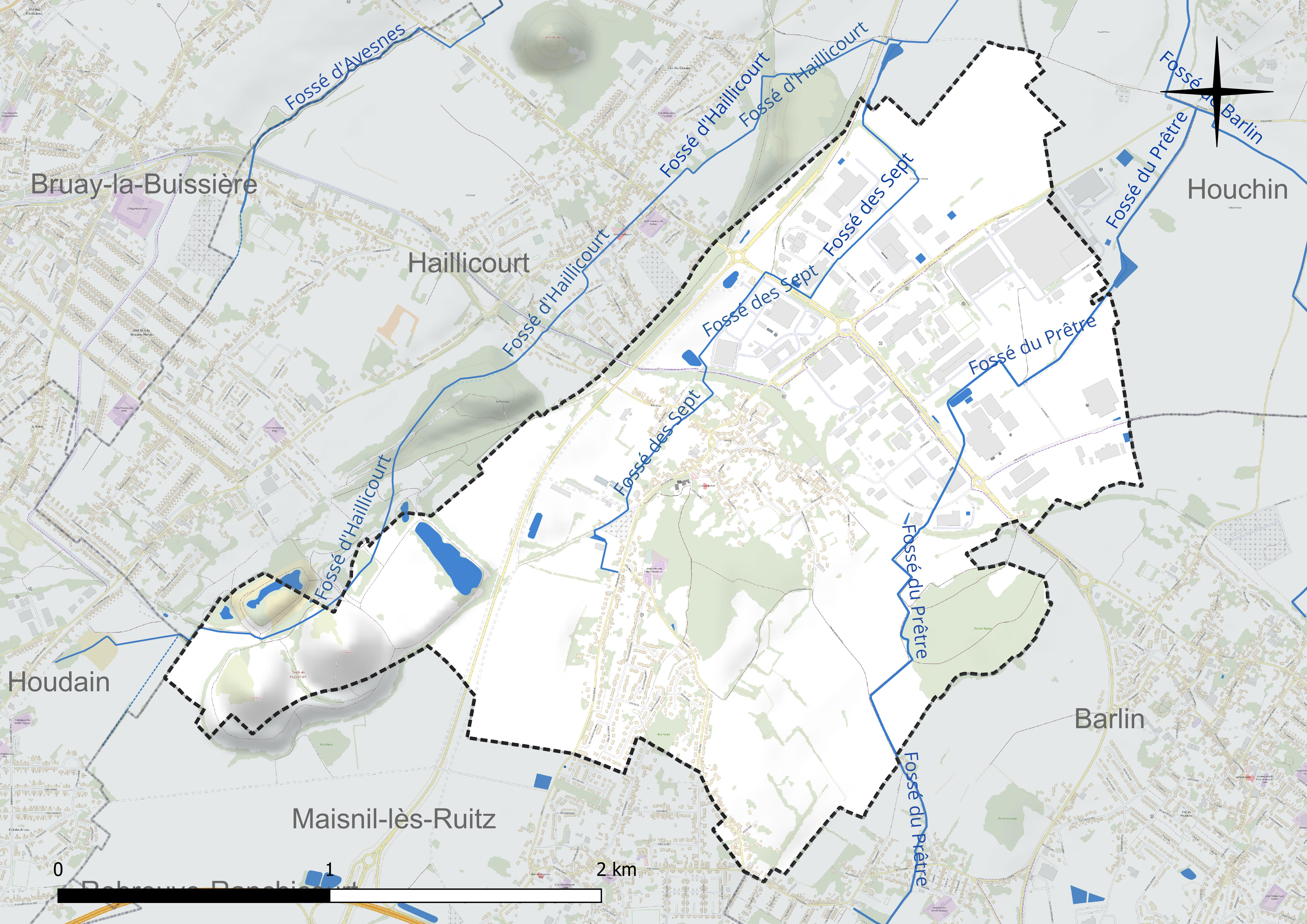
Réseau hydrographique de Ruitz.

- le Fossé d'Haillicourt, d'une longueur de 4,31 km, qui prend sa source dans la commune de Houdain et se jette dans le Fossé des Sept au niveau de la commune d'Haillicourt[5] ;
- le Fossé du Prêtre, d'une longueur de 4,09 km qui prend sa source dans la commune de Barlin et se jette dans la Fossé de Barlin au niveau de la commune de Houchin[6].

### Climat
Pour des articles plus généraux, voir Climat des Hauts-de-France et Climat du Nord-Pas-de-Calais.
En 2010, le climat de la commune est de type climat océanique altéré, selon une étude du Centre national de la recherche scientifique (CNRS) s'appuyant sur une série de données couvrant la période 1971-2000. En 2020, Météo-France publie une typologie des climats de la France métropolitaine dans laquelle la commune est exposée à un climat océanique et est dans la région climatique Côtes de la Manche orientale, caractérisée par un faible ensoleillement (1 550 h/an) ; forte humidité de l’air (plus de 20 h/jour avec humidité relative > 80 % en hiver), vents forts fréquents.
Pour la période 1971-2000, la température annuelle moyenne est de 10,2 °C, avec une amplitude thermique annuelle de 13,8 °C. Le cumul annuel moyen de précipitations est de 932 mm, avec 12,9 jours de précipitations en janvier et 8,7 jours en juillet. Pour la période 1991-2020, la température moyenne annuelle observée sur la station météorologique la plus proche, située sur la commune de Lillers à 13 km à vol d'oiseau, est de 11,1 °C et le cumul annuel moyen de précipitations est de 731,5 mm,. Pour l'avenir, les paramètres climatiques de la commune estimés pour 2050 selon différents scénarios d'émission de gaz à effet de serre sont consultables sur un site dédié publié par Météo-France en novembre 2022.

### Milieux naturels et biodiversité

#### Zone naturelle d'intérêt écologique, faunistique et floristique
L’inventaire des zones naturelles d'intérêt écologique, faunistique et floristique (ZNIEFF) a pour objectif de réaliser une couverture des zones les plus intéressantes sur le plan écologique, essentiellement dans la perspective d’améliorer la connaissance du patrimoine naturel national et de fournir aux différents décideurs un outil d’aide à la prise en compte de l’environnement dans l’aménagement du territoire.
Le territoire communal comprend une ZNIEFF de type 1 : le terril de Haillicourt et de Ruitz, d’une superficie de 157 ha et d'une altitude variant de 49  à   180 mètres. Ce site, qui est composé de deux terrils coniques jumeaux (terrils 2 et 3) de 180 m d’altitude, accueille une biodiversité importante en raison de nombreux habitats présents et a la particularité d'avoir des zones humides suspendues situées sur des terrasses.

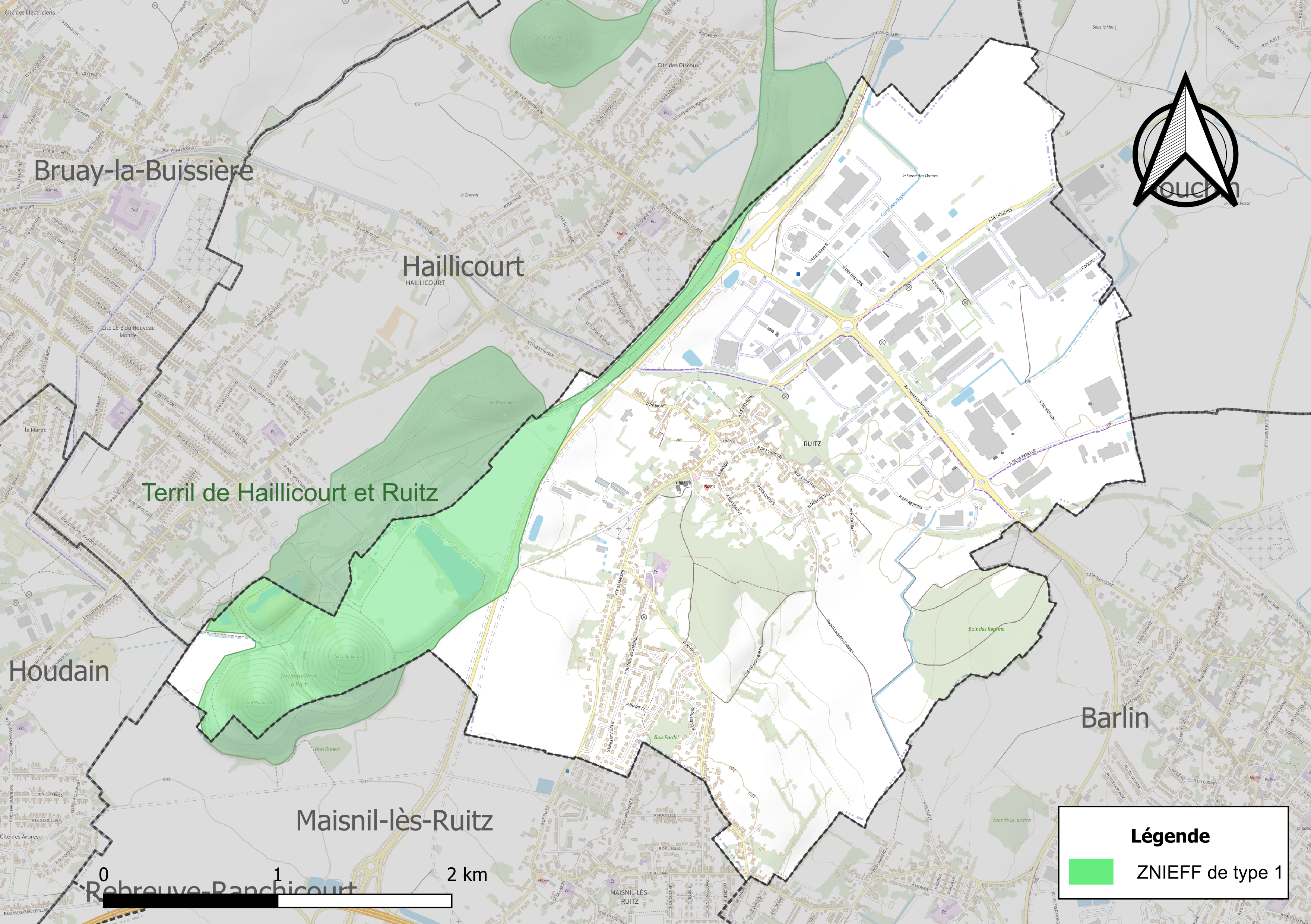
Carte de la ZNIEFF sur la commune.

#### Espèces faunistiques et floristiques
L’Inventaire national du patrimoine naturel (INPN) recense plusieurs espèces faunistiques et floristiques sur le territoire de la commune dont certaines sont protégées et d’autres menacées et quasi-menacées.

## Urbanisme

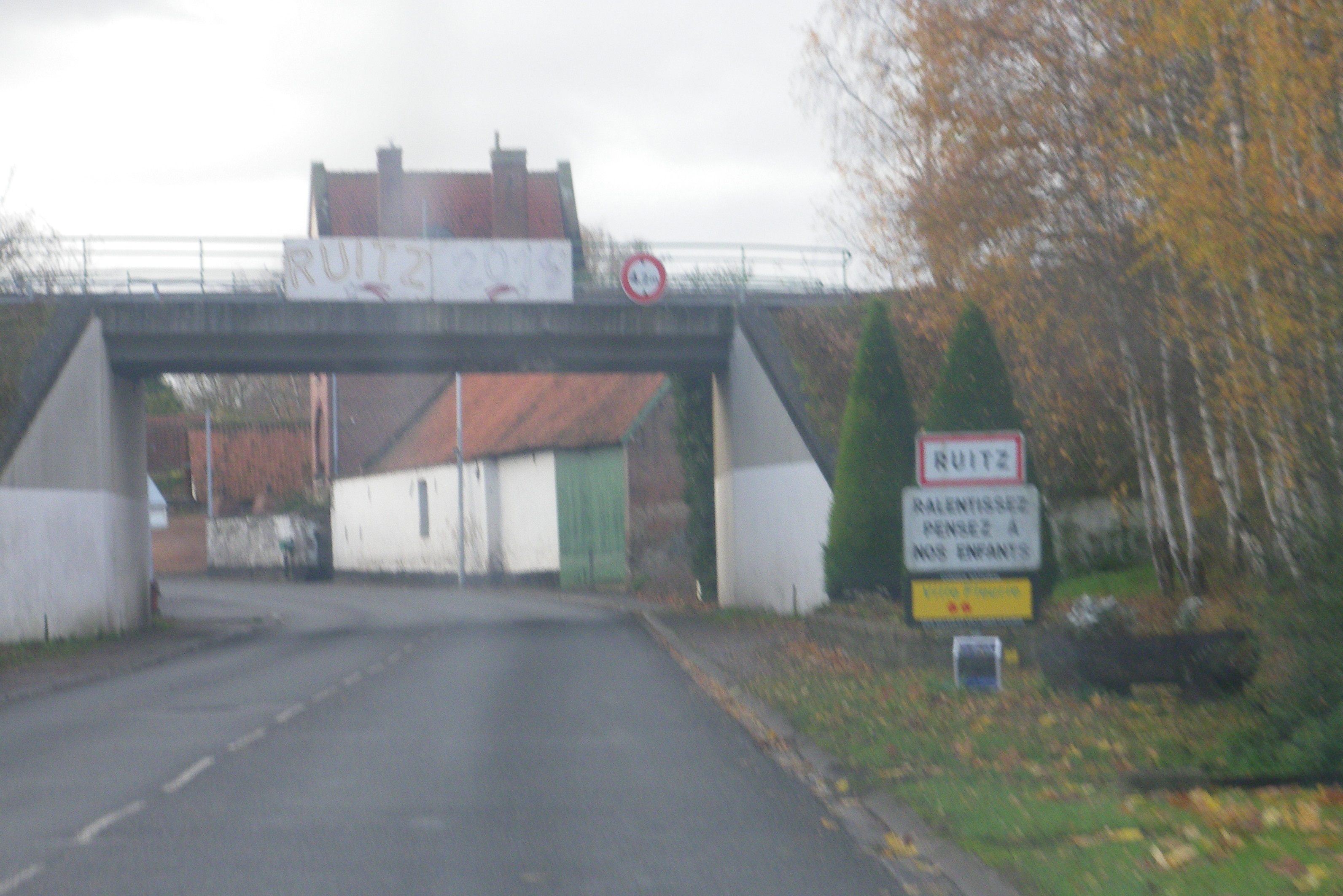
Une entrée de la commune.

### Typologie
Au 1er janvier 2024, Ruitz est catégorisée ceinture urbaine, selon la nouvelle grille communale de densité à sept niveaux définie par l'Insee en 2022.
Elle appartient à l'unité urbaine de Béthune, une agglomération inter-départementale regroupant 94  communes, dont elle est une commune de la banlieue,,. Par ailleurs la commune fait partie de l'aire d'attraction de Nœux-les-Mines, dont elle est une commune du pôle principal,. Cette aire, qui regroupe 8 communes, est catégorisée dans les aires de moins de 50 000 habitants,.

### Occupation des sols
L'occupation des sols de la commune, telle qu'elle ressort de la base de données européenne d’occupation biophysique des sols Corine Land Cover (CLC), est marquée par l'importance des territoires artificialisés (53,9 % en 2018), en augmentation par rapport à 1990 (36,6 %). La répartition détaillée en 2018 est la suivante : 
terres arables (46,1 %), zones industrielles ou commerciales et réseaux de communication (27,9 %), zones urbanisées (15,9 %), mines, décharges et chantiers (10,1 %). L'évolution de l’occupation des sols de la commune et de ses infrastructures peut être observée sur les différentes représentations cartographiques du territoire : la carte de Cassini (XVIIIe siècle), la carte d'état-major (1820-1866) et les cartes ou photos aériennes de l'IGN pour la période actuelle (1950 à aujourd'hui).

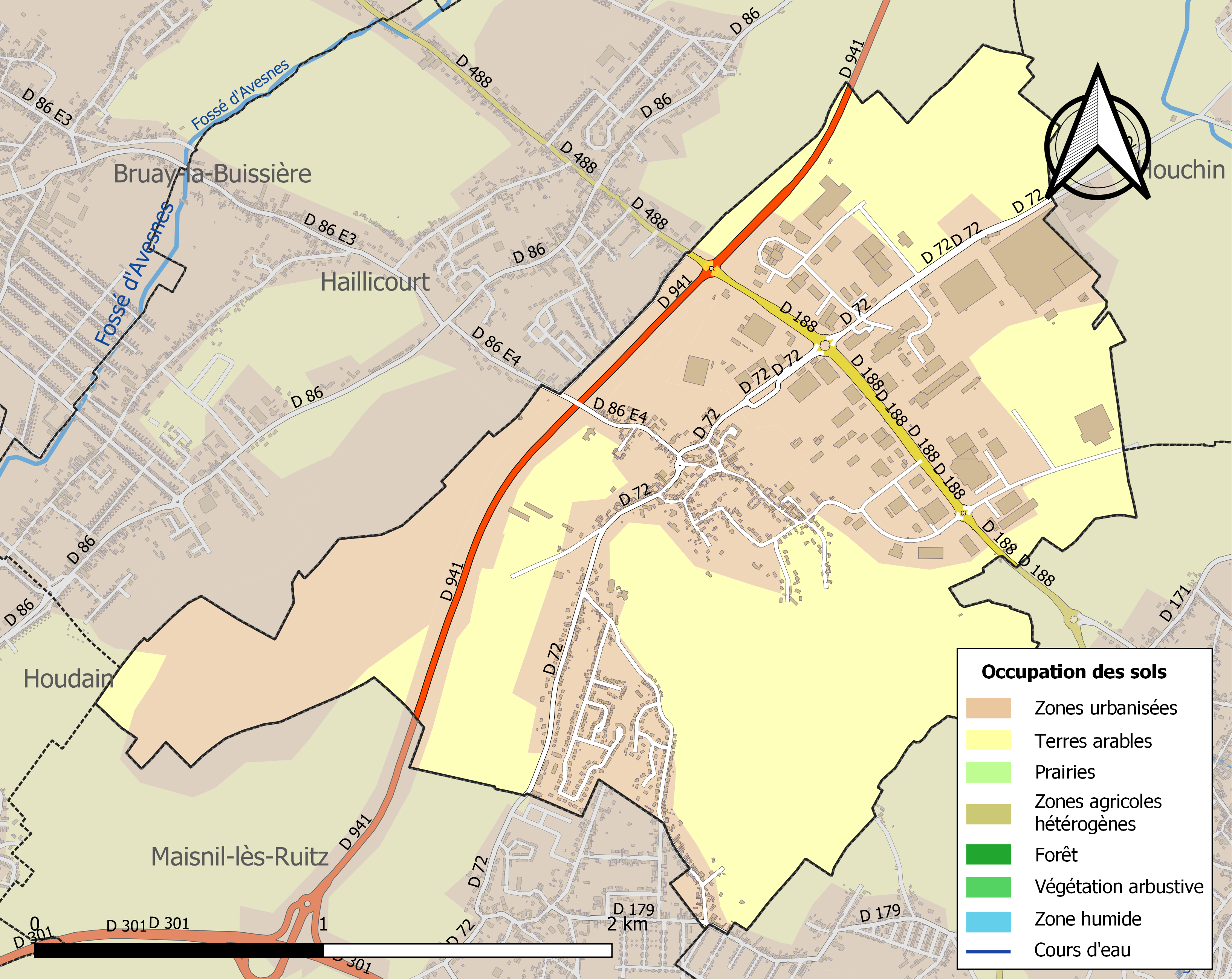
Carte des infrastructures et de l'occupation des sols de la commune en 2018 (CLC).

### Voies de communication et transports
La commune était située sur la ligne de Bully - Grenay à Brias, une ancienne ligne de chemin de fer qui reliait, de 1875 à 1990, Bully-les-Mines à Brias.

## Toponymie
Le nom de la localité est attesté sous les formes Ruith en 1135 ; Ruyth en 1154 ; Ruit en 1239 ; Ruiz en 1302 ; Ruid en 1318 ; Ruic en 1329 ; Ruyt en 1422 ; Ruict-lez-Béthunes en 1665 ; Ruy en 1705 ; Ruich en 1720 ; Ruytch en 1739 ; Ruit en 1837 ; Ruit en 1793 et Ruitz depuis 1801.
Le toponyme est issu du germanique roden « essartage », le s est tardif.

## Histoire
On trouve une première mention de Ruitz dans une charte d'Eustache de Boulogne en 1070[réf. nécessaire].
Au XIVe siècle, Jean Daulle y a habité un manoir et on avance que la famille de Robespierre serait originaire de notre village.
Pendant la Première Guerre mondiale, des troupes ont pris leur cantonnement en janvier 1915 sur Ruitz, également en mai 1915.

### Les deux chapelles
La chapelle située à côté de la mairie possède une crypte qui est en fait le tombeau où sont enterrés les descendants de la famille des châtelains Briois, de Rocourt, d'Oresmieux et d'Anoux.
La petite chapelle appartenait aux Houillères. Elle a été rachetée par la commune, démontée pierre par pierre et remontée définitivement rue de Maisnil.

### L'église
Elle fut construite en 1787 à côté de la tour de l'église qui existait auparavant.
En effet, la base de la tour fut bâtie au XIIIe siècle, l'étage édifié au XVe et le couronnement rajouté en 1705. À l'intérieur de l'église, on peut observer une statue de la Vierge en bois polychrome datant du XVIIe et des panneaux de bois sculpté du XVIIIe représentant quatre évangélistes.

### Le bois de Clairbois
Il s'étend sur 16 hectares autour du château, des écoles, du foyer Saint-Jean.

### Le château
Il fut bâti au XVIIIe siècle par Pierre Lericque. Au début du XIXe siècle, le domaine de Ruitz fut légué au marquis d'Oresmieux qui céda ensuite le château, les terres et le bois de Ruitz à la société Saint-Gabriel pour qu'elle y crée un orphelinat de garçons. Le château fut fermé en 1903 et les terres louées aux fermiers. Le château fut occupé par les troupes françaises et britanniques pendant la Première Guerre mondiale.
Dans les années 1930, les pères du Saint-Esprit y installèrent une école de missions jusqu'en 1952.
La terre et la seigneurie de Ruitz furent vendues par le marquis de Mailly en 1725 à Pierre Ignace Le Ricque de Surgeon. De son mariage avec Mademoiselle Charlotte Roberty, il eut deux enfants ; un fils Charles Procope Le Ricque seigneur de Ruitz, lieutenant au régiment d'Auxerrois, mort sans alliance, et une fille Marie-Thérèse Le Ricque qui épousa en 1728 à Ruitz, Charles Joseph de Briois, écuyer seigneur d'Angres et Neulette, officier du régiment de Bourbon Infanterie et qui mourut en 1774. C'est ce dernier qui bâtit le château actuel.
Est ensuite retrouvé Jean Baptiste François Xavier de Briois (1759-1828), écuyer, seigneur de Ruitz. Fils de Pierre Dominique de Briois, seigneur d'Hulluch, et de Marie Françoise Josèphe Le Vasseur de Bambecque, il nait le 24 juin 1759, devient capitaine au régiment de Bresse infanterie, chevalier de Saint-Louis. Il meurt à Béthune le 23 décembre 1828, à 69 ans. Il épouse en octobre 1801 Pélagie Lucie Joseph Lefebvre-Delattre (1762-1839). Fille de Ferdinand Joseph, seigneur de Ligny-en-Weppes , bourgeois de Lille, convoqué aux assemblées de nobles, et de Marie Philippine Alexandrine Le Clément-de-Saint-Marcq, elle nait à Lille en juin 1762 (baptisée le 29 juin 1762) et meurt à Béthune le 27 janvier 1839, à l'âge de 76 ans.
Marie-Joseph de Briois, arrière-petite-fille de Charles Joseph Briois, née à Lille le 18 ventôse de l'an I (8 mars 1793), décédée à Arras le 21 janvier 1880, épousa Fortuné Le Ricque de Rocourt, chevalier de Saint Louis et de la Légion d'honneur.
La vicomtesse de Rocourt ne laissant pas d'héritier direct, son fils Octave de Rocourt étant mort après avoir perdu ses deux fils en bas âge, enfants nés de son mariage avec Mademoiselle de Beaumetz, légua son domaine de Ruitz à son cousin le marquis d'Oresmieux de Fouquières par testament en date du 19 décembre 1879.
Dans le but de conserver le souvenir de sa famille et en mémoire de ses petits-enfants, Madame de Rocourt posa comme condition à Monsieur d'Oresmieux de fonder un orphelinat de garçons. À sa mort en 1880, ce dernier accepta cette lourde charge et mis en possession du legs, il proposa le domaine à une œuvre religieuse et en l'année 1890 Monsieur d'Oresmieux céda le château de Ruitz, terres, bois et constructions, à la société Saint-Gabriel dont le but était de créer à Ruitz un orphelinat de garçons dirigé par les pères salésiens de Don Bosco.
L'orphelinat fut fondé le 8 décembre 1890 par l'arrivée des pères salésiens venus de Lille et il portait le nom de Saint-Joseph. Les enfants suivaient les cours de l'école primaire et se consacraient à l'exploitation agricole et au jardinage. La maison étant trop petite une aile fut ajoutée au château ainsi qu'un vaste préau couvert. L'orphelinat prospérait et comprenait une soixantaine d'enfants quand a été promulguée la loi contre les congrégations ; celle des pères salésiens n'ayant pas été autorisée par le Sénat, les pères furent obligés de partir et les enfants furent disséminés les uns dans leur famille ; les autres en Belgique en 1903.
Puis le château fut fermé et les terres louées aux fermiers du village.
Pendant la guerre de 1914, le château fut occupé par les troupes françaises et britanniques qui y causèrent de graves dégâts. Après la guerre, les salésiens ne jugèrent pas possible de réinstaller un orphelinat malgré les insistances de monsieur d'Oresmieux. En 1929, les pères du Saint-Esprit prenaient possession de Ruitz pour y installer une école des missions qui fonctionna jusqu'en 1952, date à laquelle le révérend père provincial déclara à la société Ruitz Fouquières qu'il renonçait à son bail.
C'est à cette date que Monsieur Perrin, évêque d'Arras, demanda à Monsieur le comte d'Annoux, gendre de Monsieur d'Oresmieux et président de la société Ruitz Fouquières, l'autorisation de reprendre le château et le domaine de Ruitz pour y installer les Aumôniers du Travail, dans le but d'évangéliser la région des mines. Sur le parc s'ouvre la chapelle possédant une crypte, tombeau de la famille Le Ricque de Rocourt, ancienne famille d'Artois éteinte aujourd'hui.
Cette chapelle a été construite en 1866 et elle porte les armes des Le Ricque et des Du Fresne de Beaumetz.

## Politique et administration

### Découpage territorial
La commune se trouve dans l'arrondissement de Béthune du département du Pas-de-Calais.

#### Commune et intercommunalités
La commune est membre de la communauté d'agglomération de Béthune-Bruay, Artois-Lys Romane qui regroupe 100 communes et compte 275 327 habitants en 2021.

#### Circonscriptions administratives
La commune est rattachée au canton de Nœux-les-Mines.

#### Circonscriptions électorales
Pour l'élection des députés, la commune fait partie de la dixième circonscription du Pas-de-Calais.

### Élections municipales et communautaires

#### Liste des maires
| Période                                  | Période                    | Identité              | Étiquette | Qualité                                                                              |
| ---------------------------------------- | -------------------------- | --------------------- | --------- | ------------------------------------------------------------------------------------ |
| Les données manquantes sont à compléter. |                            |                       |           |                                                                                      |
| 1946                                     | 1965                       | Charles Pecqueur      |           | Mineur                                                                               |
| avant 1995                               | 2008                       | Jacques Brévart       | PS        |                                                                                      |
| mars 2008                                | juillet 2015               | Jean-Louis Adancourt, |           | Militant syndical Vice-Président de la CA de l'Artois (2014 → 2016) Mort en fonction |
| octobre 2015                             | En cours (au 4 avril 2022) | Jean-Pierre Sansen    |           | Enseignant, Réélu pour le mandat 2020-2026,                                          |

## Équipements et services publics

### Espaces publics
La commune obtient, en 2019, une troisième fleur au concours des villes et villages fleuris.

## Population et société

### Démographie
Les habitants sont appelés les Ruitelots.

#### Évolution démographique
L'évolution du nombre d'habitants est connue à travers les recensements de la population effectués dans la commune depuis 1793. Pour les communes de moins de 10 000 habitants, une enquête de recensement portant sur toute la population est réalisée tous les cinq ans, les populations de référence des années intermédiaires étant quant à elles estimées par interpolation ou extrapolation. Pour la commune, le premier recensement exhaustif entrant dans le cadre du nouveau dispositif a été réalisé en 2005.

En 2022, la commune comptait 1 493 habitants, en évolution de −6,75 % par rapport à 2016 (Pas-de-Calais : −0,72 %, France hors Mayotte : +2,11 %).
| 1793 | 1800 | 1806 | 1821 | 1831 | 1836 | 1841 | 1846 | 1851 |
| ---- | ---- | ---- | ---- | ---- | ---- | ---- | ---- | ---- |
| 365  | 373  | 370  | 390  | 416  | 430  | 461  | 513  | 508  |

| 1856 | 1861 | 1866 | 1872 | 1876 | 1881 | 1886 | 1891 | 1896 |
| ---- | ---- | ---- | ---- | ---- | ---- | ---- | ---- | ---- |
| 496  | 461  | 444  | 448  | 455  | 530  | 565  | 561  | 638  |

| 1901 | 1906 | 1911 | 1921 | 1926 | 1931 | 1936 | 1946 | 1954 |
| ---- | ---- | ---- | ---- | ---- | ---- | ---- | ---- | ---- |
| 679  | 664  | 762  | 828  | 838  | 819  | 826  | 834  | 918  |

| 1962 | 1968  | 1975  | 1982  | 1990  | 1999  | 2005  | 2006  | 2010  |
| ---- | ----- | ----- | ----- | ----- | ----- | ----- | ----- | ----- |
| 948  | 1 016 | 1 035 | 1 426 | 1 594 | 1 582 | 1 523 | 1 511 | 1 532 |

| 2015  | 2020  | 2022  | - | - | - | - | - | - |
| ----- | ----- | ----- | - | - | - | - | - | - |
| 1 624 | 1 521 | 1 493 | - | - | - | - | - | - |

#### Pyramide des âges
En 2018, le taux de personnes d'un âge inférieur à 30 ans s'élève à 31,1 %, soit en dessous de la moyenne départementale (36,7 %). À l'inverse, le taux de personnes d'âge supérieur à 60 ans est de 30,0 % la même année, alors qu'il est de 24,9 % au niveau départemental.
En 2018, la commune comptait 755 hommes pour 807 femmes, soit un taux de 51,66 % de femmes, légèrement supérieur au taux départemental (51,50 %).
Les pyramides des âges de la commune et du département s'établissent comme suit.
| Hommes | Classe d’âge | Femmes |
| ------ | ------------ | ------ |
| 0,1    | 90 ou +      | 1,0    |
| 5,2    | 75-89 ans    | 7,6    |
| 21,6   | 60-74 ans    | 24,3   |
| 22,6   | 45-59 ans    | 19,7   |
| 18,5   | 30-44 ans    | 16,9   |
| 17,0   | 15-29 ans    | 14,4   |
| 15,0   | 0-14 ans     | 16,0   |

| Hommes | Classe d’âge | Femmes |
| ------ | ------------ | ------ |
| 0,5    | 90 ou +      | 1,6    |
| 5,6    | 75-89 ans    | 8,9    |
| 16,7   | 60-74 ans    | 18,1   |
| 20,2   | 45-59 ans    | 19,2   |
| 18,9   | 30-44 ans    | 18,1   |
| 18,2   | 15-29 ans    | 16,2   |
| 19,9   | 0-14 ans     | 17,9   |

### Sports et loisirs
Ruitz est connue dans la région pour sa course pédestre, les 10 km de Ruitz qui se déroulent en octobre.

### Manifestations culturelles et festivités
Les « 10 km de Ruitz » est une course pédestre créée en 1990 par La Maison des Jeunes de Ruitz. C'est une course très appréciée des athlètes, notamment pour sa difficulté dans la montée de la Renardière. Elle est inscrite au calendrier des courses hors-stades de la Fédération Française d'Athlétisme (FFA).
Cette course est composée de 4 courses: 1 km, 3 km, 5 km et 10 km. Il est possible de sur internet ou sur place le jour même.
Un cadeau souvenir est offert à chaque coureur.

## Économie
Connu pour sa zone industrielle où sont implantés des grands noms tels que Ripolin, la Sta (groupe Renault), Lenze, Huwer, Plastic Omnium, etc.
En termes d'équipements, le village arbore deux écoles (maternelle et primaire), une cantine, une salle des sports, une salle des associations, une salle polyvalente.
De nombreuses associations apportent le divertissement nécessaire à la bourgade (basket-ball, pétanque, football, maison des jeunes, etc.)

## Culture locale et patrimoine

### Lieux et monuments

#### Patrimoine mondial
Depuis le 30 juin 2012, la valeur universelle et historique du bassin minier du Nord-Pas-de-Calais est reconnue et inscrite sur la liste du patrimoine mondial l’UNESCO. Parmi les 353 sites, répartis sur 109 lieux inclus dans le périmètre du bassin minier, le site no 100 de Ruitz est composé des terrils coniques nos 2 et 3, respectivement dénommés 6 de Bruay Est et 6 de Bruay Ouest, à Ruitz et Maisnil-lès-Ruitz. Ils sont issus de l'exploitation de la fosse no 6 - 6 bis - 6 ter des mines de Bruay, sise à Haillicourt,.

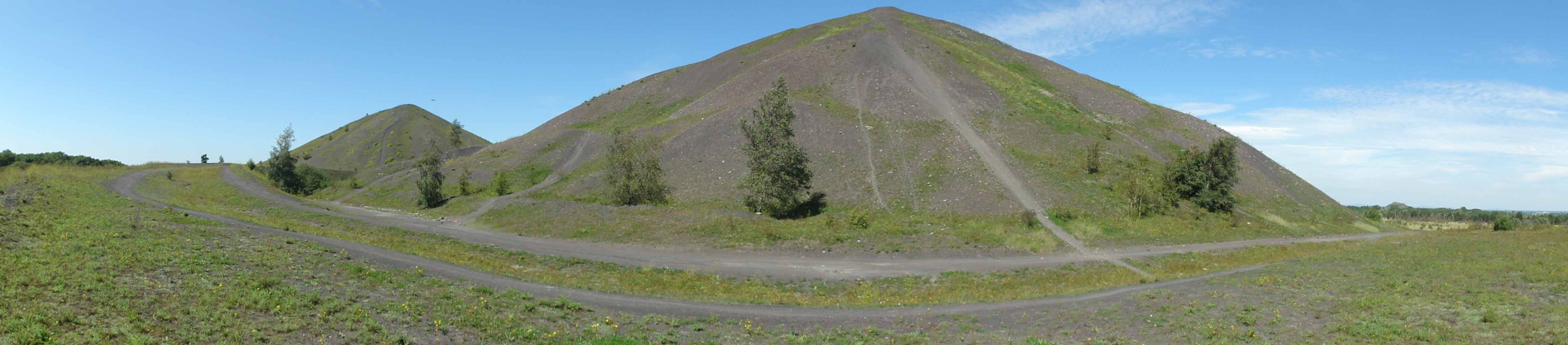
Les terrils nos 2 et 3.

#### Autres lieux et monuments
- Le jardin de plantes aromatiques et médicinales situé  autour de la mairie.

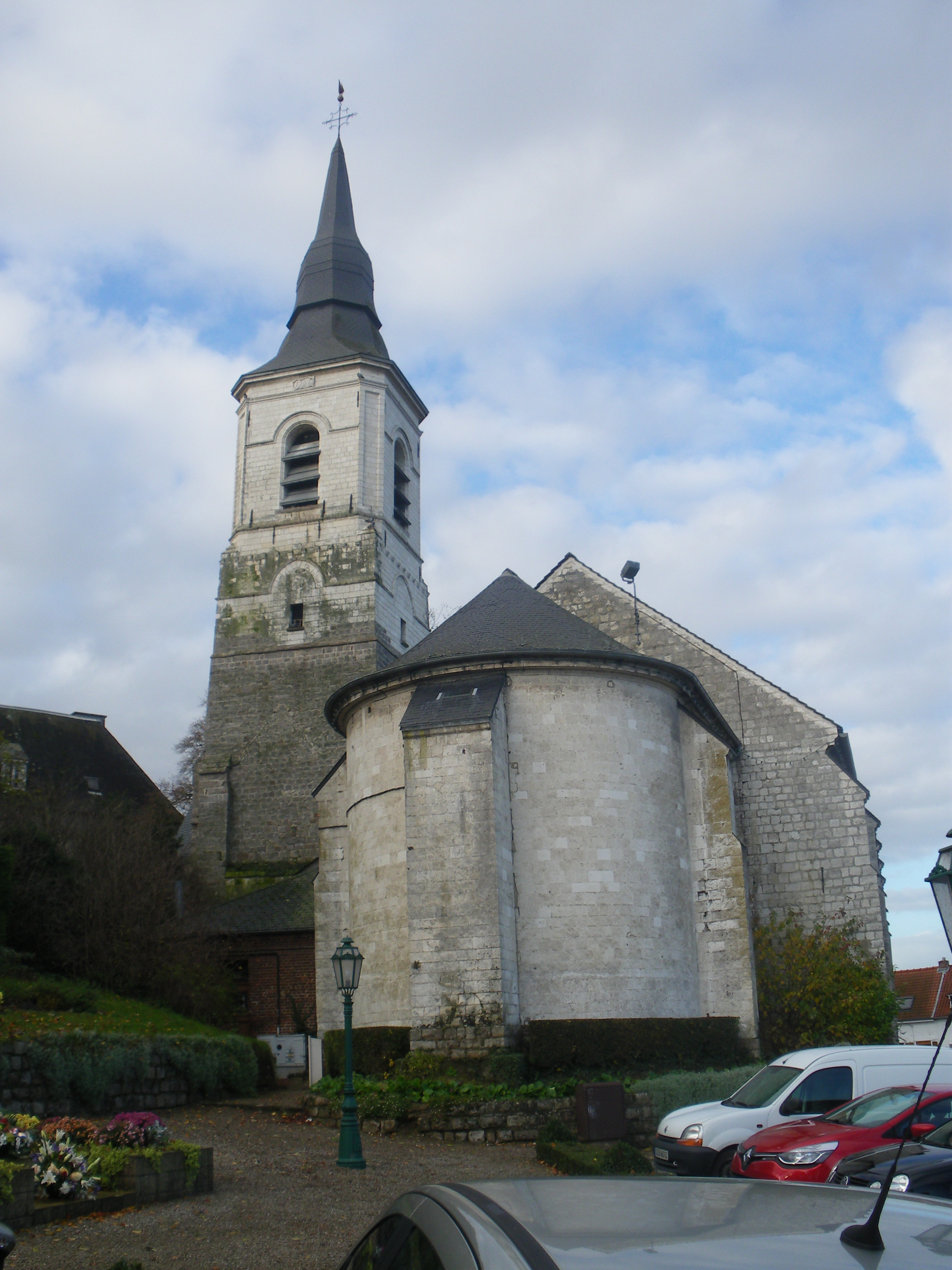
L'église Saint-Maurice.
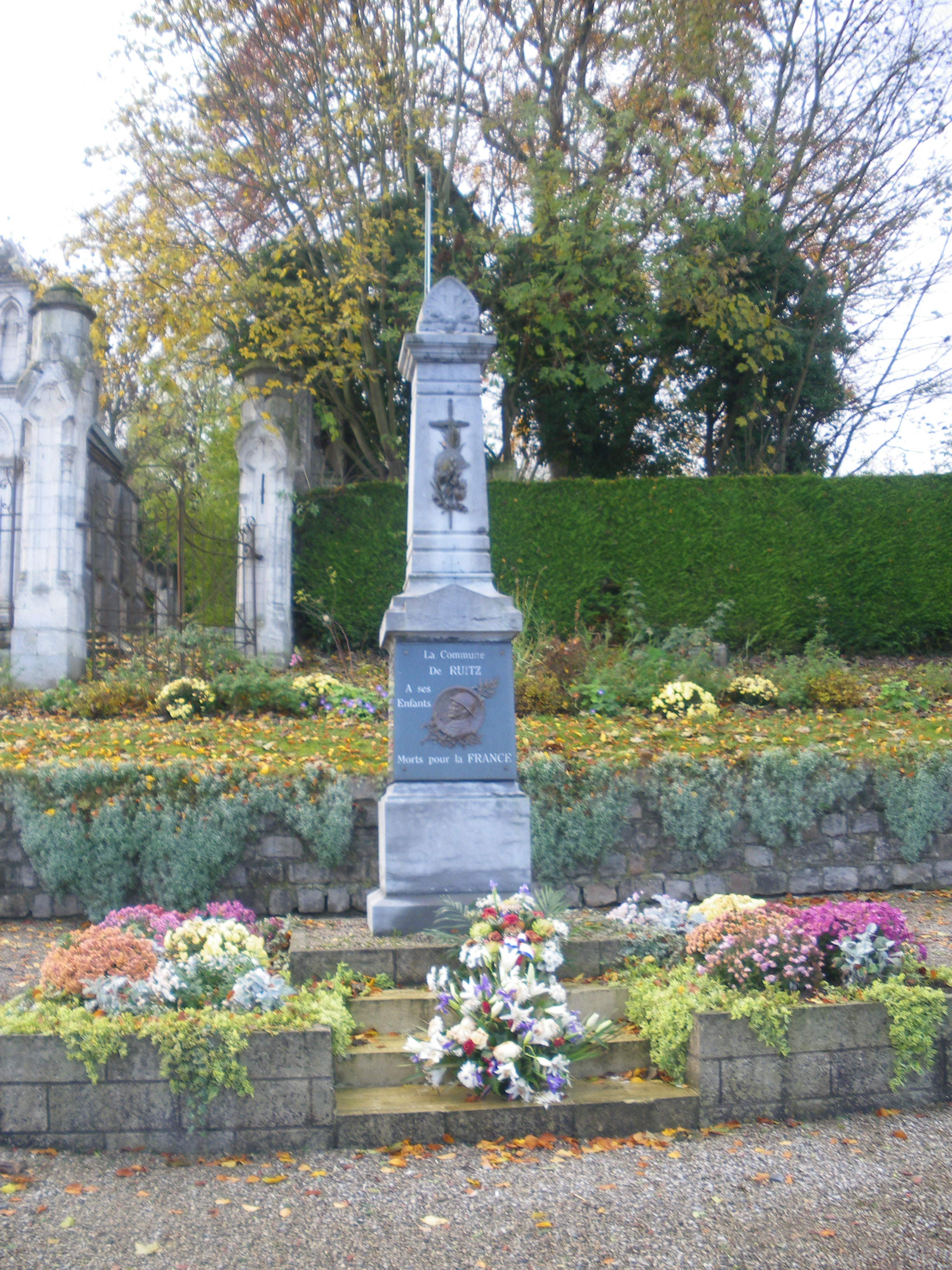
Le monument aux morts[42].

- L'église Saint-Maurice.
- Le monument au morts.

### Personnalités liées à la commune
- Marcel Legay (1851-1915), doyen des chansonniers de Montmartre et auteur de écoute, ô mon cœur, chanson du pays d'Artois, né à Ruitz.
- Alexis Demailly (1980-), trompettiste et cornettiste, né à Ruitz.

### Héraldique
| Blason de Ruitz | Blason  | D'or à deux écussons d'azur accolés en abîme, celui de dextre chargé de trois agrafes [?] d'or et celui de senestre de deux chevronnels jumelés et alésés du même, les deux écussons sommé d'un trèfle d'argent et surmontés d'une couronne vicomtale de gueules et supportés par deux branches de lierre de sinople. |
| Blason de Ruitz | Détails | Le statut officiel du blason reste à déterminer. |

## Pour approfondir

#### Bases de données, dictionnaires et encyclopédies
- Ressources relatives à la géographie :   - Insee (communes)
  - Ldh/EHESS/Cassini
- Ressource relative à plusieurs domaines :   - Annuaire du service public français
- Ressource relative à la musique :   - MusicBrainz
- Notices d'autorité :   - BnF (données)